# 南非擬雀鯛
南非擬雀鯛為鱸形目鱸亞目擬雀鯛科的其中一種，為熱帶海水魚，分布於西印度洋南非德班、莫三比克、馬達加斯加海域，深度5-25公尺，本魚體延長，魚鱗鑲有藍色的點斑，背鰭硬棘3枚；背鰭軟條25-27枚；臀鰭硬棘3枚；臀鰭軟條13-18枚，體長可達9公分，棲息在海草生長的礫石底質水域，生活習性不明。

## 擴展閱讀
維基物種上的相關：南非擬雀鯛